# Военмор
Военмор (Военный моряк) — сокращённое наименование всех военнослужащих Рабоче-Крестьянского Военно-Морского флота, установленное в 1918 году и отменённое в 1924 году. В современных условиях термин встречается в исторической литературе.

## Этимология и семантика
В настоящее время термин «военмор» считается устаревшим и вышедшим из употребления. Его синтез произошёл путём аббревиации и объединения начальных элементов производящих основ. 
По мнению польского филолога Петра Червиньского, искусственно созданное в советское время слово «военмор», как номинативная единица, несло в себе заряд позитивного смысла с семантикой проявления-действия. Наряду с некоторыми другими составными терминами («военлёт», «красногалстучник», «первогвардеец») оно проявляет в себе признак вбирания, и аналогично термину «военлёт» интерпретируется в связи с патриотическим выполнением долга по защите морских границ. По признакам второй позиции окружения и наведения термин «военмор» относится к третьей группе, которая характеризуется отношением к формирующей, активно воздействующей на него, воспитывающей среде, то есть — информативу.